# ヴィア・ノヴァ四重奏団
ヴィア・ノヴァ四重奏団（フランス語: Quatuor Via Nova）は、フランスの弦楽四重奏団。1970年代、フランスの室内楽演奏の復興に寄与した。
1968年4月にサヴォワのラ・プラーニュで開かれた音楽祭を契機に、ジョゼフ・カルヴェの直弟子であるジャン・ムイエールが主体となりパリ音楽院の出身者によって結成された。ちなみに、団体名の「ヴィア・ノヴァ」（新しい道）は同音楽祭でムイエールが提唱した芸術運動の名称から取られている。
1970年代のはじめにムイエール以外のメンバーが抜けるが、その後もパリで活躍する奏者が加わり活動を続けている。また、ムイエールをはじめとする歴代メンバーの多くが演奏と同時にパリ音楽院などの教師としても活躍していて、フランスの室内楽の裾野を広げることに貢献している。
フォーレ、ドビュッシー、ラヴェルなどの有名フランス人作曲家の作品は主要なレパートリーではあるが、同時代の作曲家の作品や演奏機会の少ない過去のフランス系作品の紹介にも積極的であり、また、ドイツ・オーストリア系の作品もフランスの弦楽四重奏団という立場から独自のアプローチで演奏している。
結成直後から録音活動にも積極的で、ジャン・ユボーらと取り組んだフォーレの室内楽全集はACCディスク大賞を受賞している他、エルデーディ四重奏曲の録音に対して共和国大統領賞なども与えられている。

## 歴代メンバー
- 第1ヴァイオリン
  - ジャン・ムイエール（Jean Mouillère）
- 第2ヴァイオリン
  - エルヴェ・ル・フロック（Hervé Le Floch）
  - アラン・モリア（Alain Moglia）
  - ジャン＝ピエール・サブレ（Jean-Pierre Sabouret）
- ヴィオラ
  - ジェラール・コセ（Gérard Caussé）
  - クロード・ナヴォー（Claude Naveau）
  - リヴィユ・スタネーズ（Liviu Stanèse）
- チェロ
  - ルネ・ベネデッティ（René Bénédetti）
  - ロラン・ピドゥー（Roland Pidoux）
  - ジャン＝マリー・ガマール （Jean-Marie Gamard）